# Noria (molen)

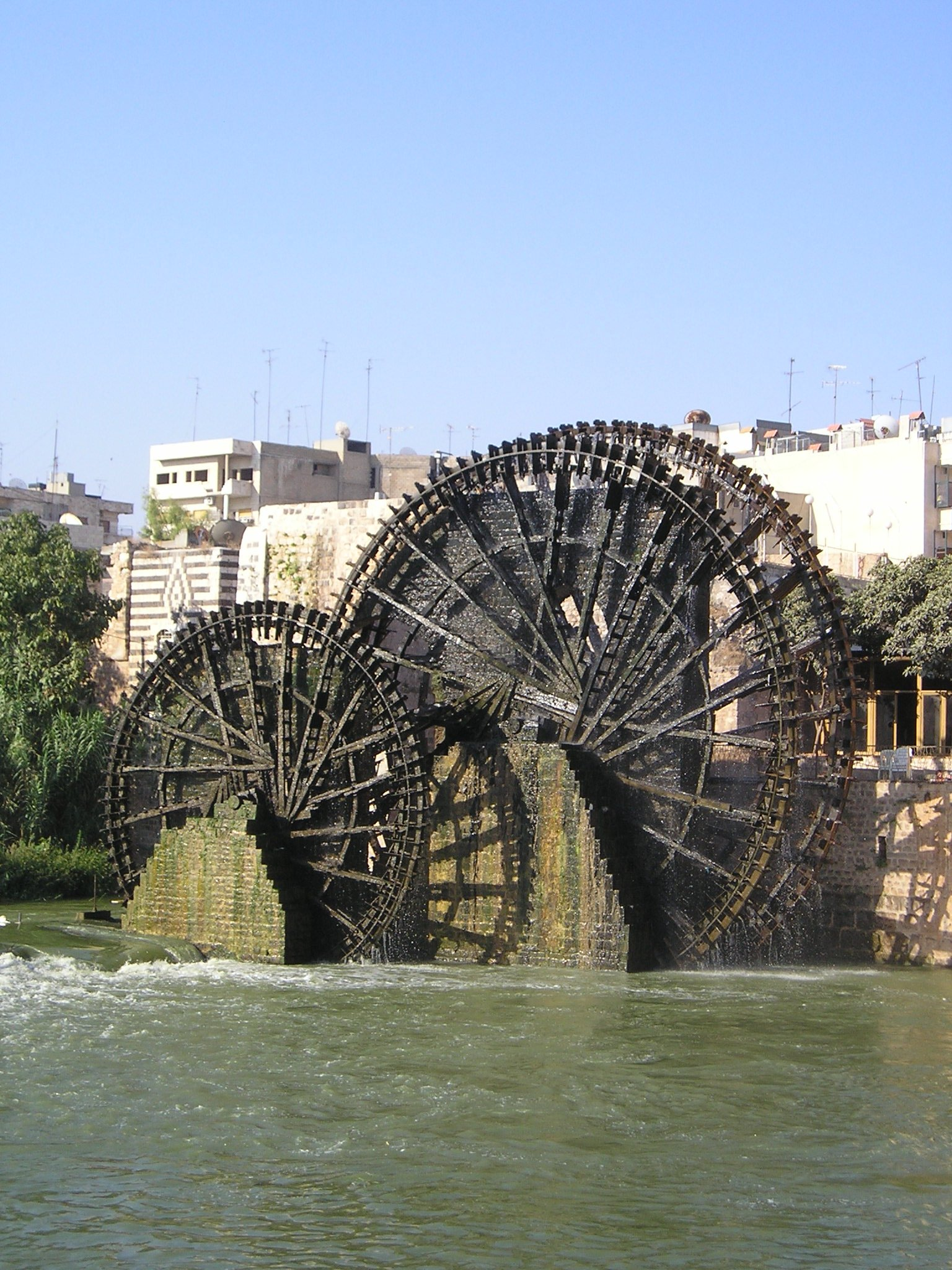
De noria's van Hama in Syrië

Een noria is een eenvoudige pomp bedoeld voor irrigatie. De werking is eenvoudig: een rad met emmers o.i.d. eraan bevestigd, draait rond. Tijdens het ronddraaien scheppen de emmers water uit de bron. Eenmaal op de juiste hoogte aangekomen, worden de emmers gekanteld en wordt de inhoud ervan uitgegoten in een aquaduct, om verder getransporteerd te worden.
Er bestaan drie soorten noria's:
1. aangedreven door een dier (meestal een paard, ezel of os), een rosmolen. De emmers zijn aan het wiel bevestigd of hangen aan een ketting tot in de bron enkele meters lager.
2. door de wind aangedreven, een windmolen.
3. een waterrad dat in beweging wordt gezet door de stroming van een rivier. Het water wordt uit de rivier zelf geschept (onderslagmolen).

## Geschiedenis
De oudste beschrijving van een noria op waterkracht is van de hand van Lucretius. De oorsprong van dit type ligt in het nabije Oosten van de 3e of 2e eeuw v. Chr. De Romeinen vervingen omstreeks het jaar 300 de gesloten houten bakjes die het water opschepten door potten van gebakken klei. Tussen de zevende en de dertiende eeuw werden de noria's verbeterd in de Islamitische wereld. Ze werden op veel plaatsen gebruikt voor irrigatie. Tijdens de Song-dynastie in China werden deze molens ook veel toegepast.

## Foto's

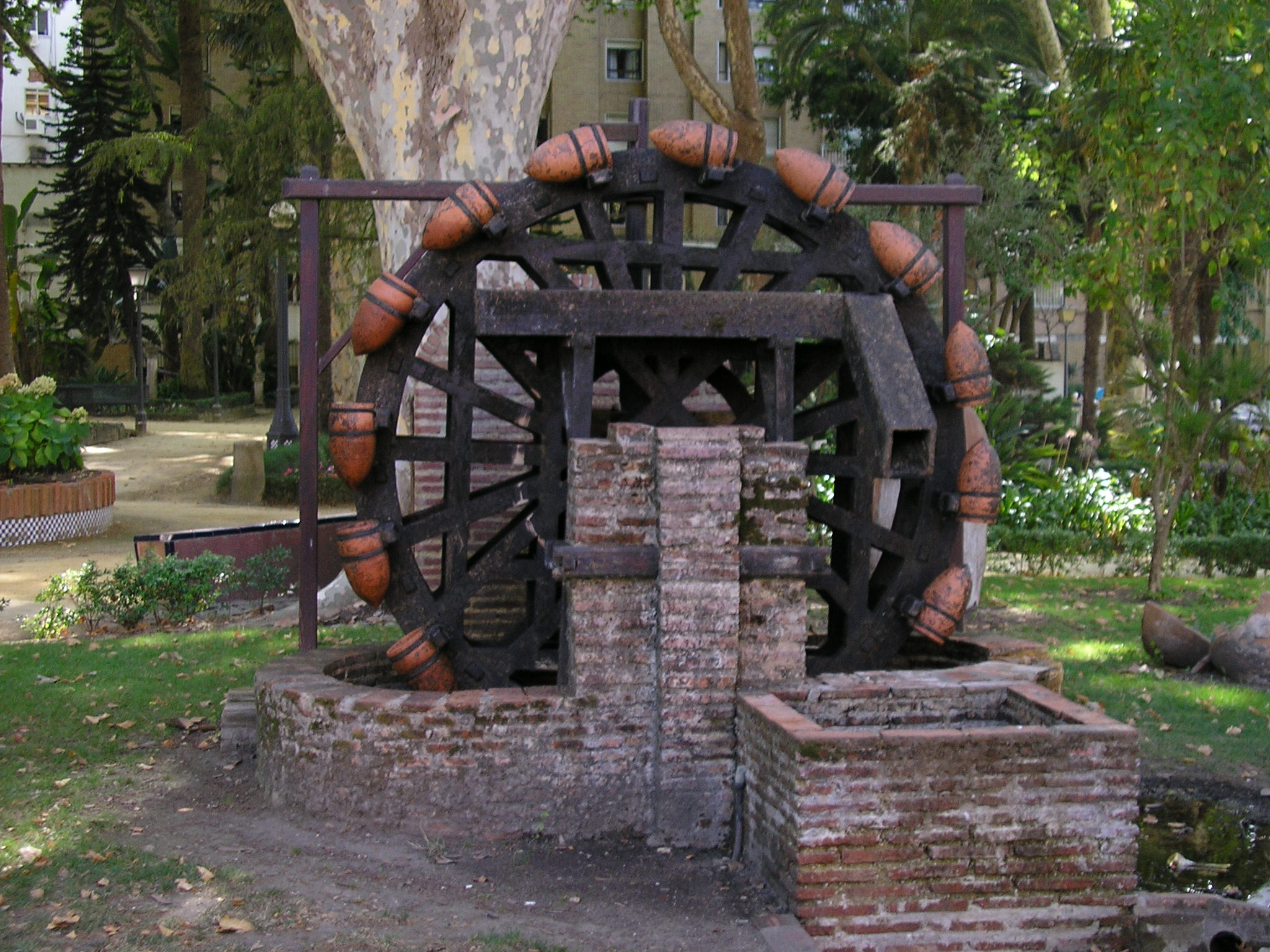
Noria op handkracht in Algeciras (Spanje)
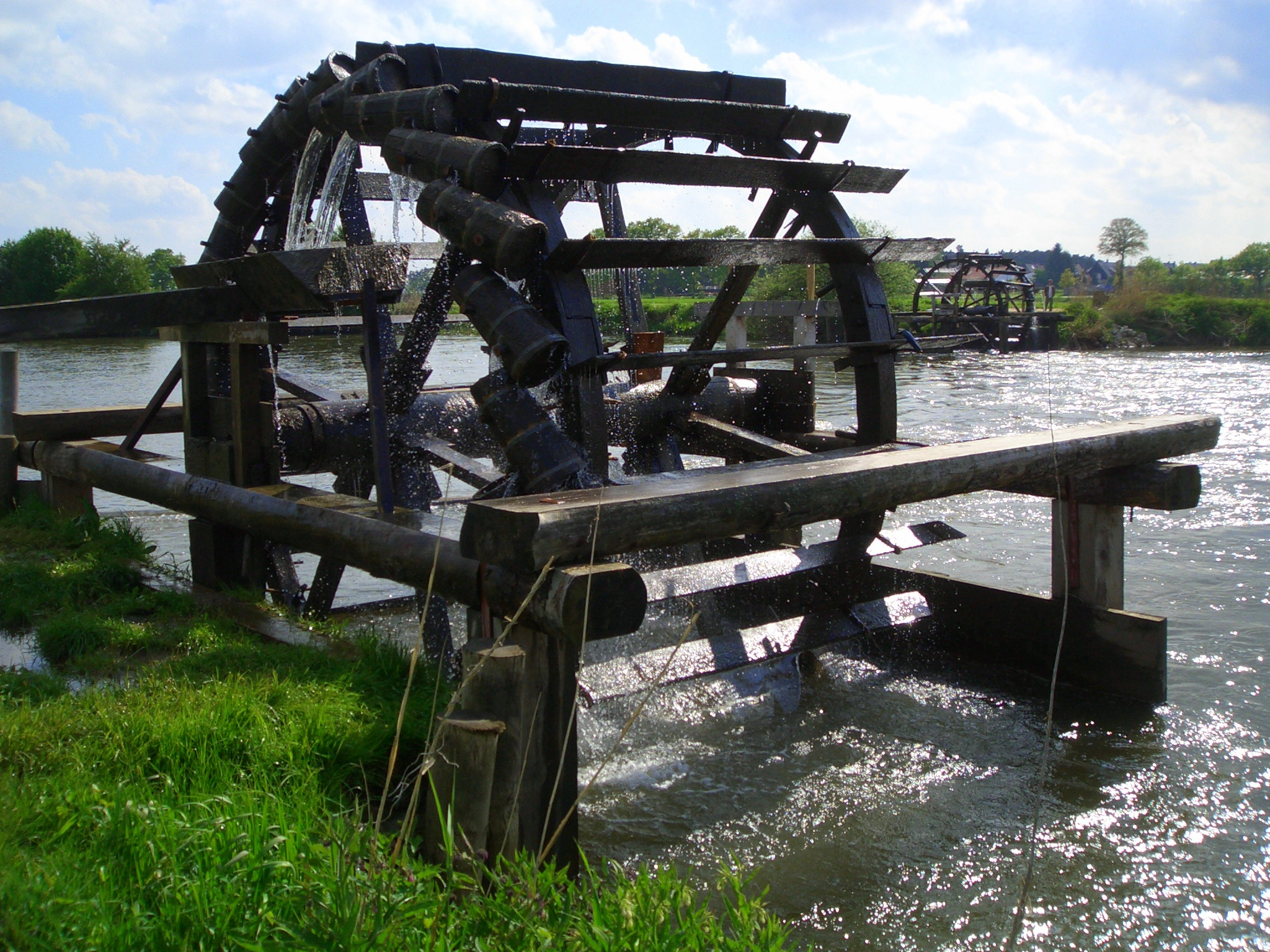
Noria's bij het Duitse Möhrendorf
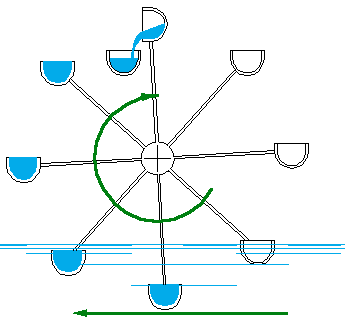
Schematische werking